# Bárrio (Alcobaça)
Pour les articles homonymes, voir Barrio.
Bárrio est une freguesia portugaise située dans le District de Leiria.
Avec une superficie de 15,15 km2 et une population de 1 707 habitants (2001), la paroisse possède une densité de 112,7 hab/km2.